# گرت هیوز
گرت هیوز (انگلیسی: Gareth Hughes؛ زادهٔ ۳۱ اکتبر ۱۹۸۱) سیاستمدار اهل نیوزیلند است.